# Australisk bulldoggsmyra
Australisk bulldoggsmyra, Myrmecia pyriformis, är en myrart som beskrevs av Smith 1858. Myrmecia pyriformis ingår i släktet bulldoggsmyror, och familjen myror.